# 박차정
박차정(朴次貞, 1910년 5월 7일∼1944년 5월 27일)은 한국의 독립운동가로, 김원봉의 두 번째 부인이며 독립운동가이자 북한의 초대 국가원수 겸 초대 최고인민회의 상임위원장 김두봉의 조카딸이었다. 근우회와 부녀복무단에서 활동했다.
동래 일신여학교에 입학하여 동맹휴학을 주도하고, 근우회 중앙집행위원, 중앙상무위원으로 활동하였다. 1930년 근우회사건을 배후에서 지도하다 옥고를 치르기도 하였다. 1930년 중국으로 망명한 후 의열단에 가입, 의열단원으로 활동하다 의열단장 김원봉과 결혼하였으며 조선혁명군사정치간부학교 여자교관, 민족혁명당 부녀부 주임, 조선의용대 부녀복무단장 등으로 활동하였다. 1939년 2월 장시성 쿤륜산 전투 중에 부상을 입고 그 후유증 등으로 1944년 5월 27일 충칭에서 병사하였다. 독립 운동 중 사용한 가명은 임철애(林哲愛), 임철산(林哲山)이다.

## 삶애 초반

### 삷의 초반

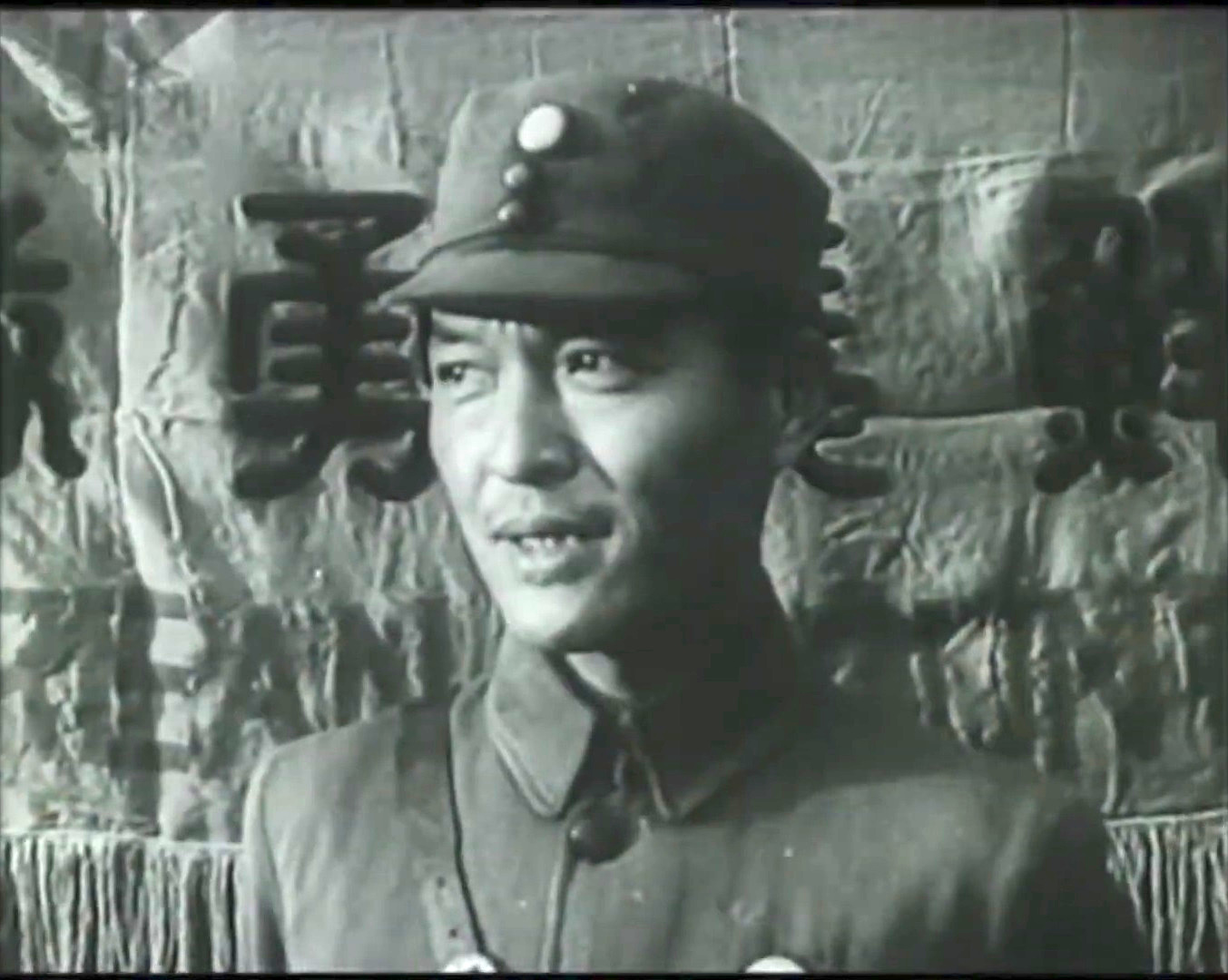
남편 약산 김원봉

박차정은 1910년 5월 7일 당시 경상남도 동래군이던 현 부산에서 출생했다. 부친은 일제에 항거하여 자결했고, 숙부 박일형과 외가의 친척들, 오빠들이 항일 운동에 뛰어든 집안에서 자랐다. 일제의 침탈에 항거하여 자결·순국한 아버지와 독립운동가 김두전(金枓全), 김두봉(金枓鳳)과 친척인 어머니, 사회주의계열 독립운동가 숙부 박일형(朴日馨) 등의 영향을 받았다. 박차정은 김두봉의 조카딸이었고, 독립운동가 김두봉은 해방 후  인물이었다.
이러한 집안 분위기 때문에 신간회, 의열단 등에서 활동한 큰오빠 박문희, 둘째오빠 박문호 등과 함께 독립운동에 투신하게 되었다. 그는 동래여자고등학교의 전신인 일신여학교 시절부터 학생운동에 참가하여 여러차례 체포, 구금 당했다.

### 독립운동

#### 학창 시절의 독립운동 참여함
항일민족의식과 남녀평등사상을 더욱 고취시키며 일신여학교 동맹휴학을 주도하였다. 또한 뛰어난 문학적 기질을 바탕으로 교지 『일신』에 글을 발표하기도 했다.
경성부로 올라와 근우회가 결성되자 가입하였다. 근우회 중앙집행위원과 중앙상무위원으로 선임되어 선전과 출판부문에서 활동하던 중 1929년 광주학생운동의 연장으로 1930년 1월 서울지역 11개 여학교의 시위투쟁인 이른바 ‘근우회 사건’을 배후에서 지도하였다. 1930년 광주학생운동 후속 시위와 노동자 파업 주동 혐의로 또다시 체포되어 고문을 당하자, 둘째 오빠 박문호가 건너가 있던 중국으로 망명했다.

#### 중국 망명
1930년 봄 그는 중국에서 의열단원으로 활동하는 둘째오빠 박문호로부터 중국으로 오라는 연락을 받고 배편으로 중국으로 떠났다. 망명한 그는 국내에서 항일투쟁공로가 오빠와 지인들을 통해 이미 중국까지 알려지면서 공적을 인정받아 조선공산당재건설동맹 중앙위원과 의열단 간부에 선임되었다.유식

김원봉과의 결혼
사진 (1931년)

베이징에서 조선공산당 재건 운동을 벌이다가 안광천의 소개로 의열단 단장 김원봉과 1931년 결혼했고, 김원봉(金元鳳)과 결혼하면서 본격적으로 의열단의 핵심멤버로 활약하였다. 김원봉은 본래 평안도 출신의 최석진이라는 사람의 딸과 결혼한다. 그러나 본처와 헤어지고 나중에 새 장가를 든다. 후일 정화암은 그가 박차정을 만나기 전에 본처가 있었으며 김두봉의 조카딸(박차정)과의 결혼은 새장가라고 증언하였다.

#### 군사 활동
이후 난징(南京)으로 거주지를 옮겨 남편이 난징에 청년투사를 양성하기 위해 설립한 조선혁명군사정치간부학교 교관으로 일했다. 당시 그는‘임철애, 임철산’ 등 가명을 사용하며 교관과 지휘관으로 활동하였다.
이후 민족혁명당의 남경조선부녀회를 조직했고, 중일 전쟁이 시작되자 기고 및 방송 활동으로 일본의 침략 전쟁을 규탄하고 조선 부녀자들의 일치 단결과 투쟁을 촉구하는 등 독립 운동에 매진했다.

### 사망

해방 후 독립운동가이자 남편 김원봉에 의해 밀양에 안장된 박차정의 유해

만년에 일본군과의 교전에서 얻은 총상의 후유증으로 고생하였다. 또한 지병인 관절염으로도 오래 고생하였다.
조선민족전선연맹이 한중 연합 전선 무장 세력인 조선의용대를 구성하자 여군 격인 부녀복무단을 설치하여 단장을 맡았다. 1939년 2월 장시성(江西省) 쿤륜산(昆崙山) 전투 중에서 일본군과 전투 중 입은 총상의 후유증과 관절염 등의 후유증을 앓았다. 1944년 5월 27일 충칭에서 병사했다. 당시 그의 나이 향년 34세였다.
유해는 해방 직후 1945년 12월 송환, 김원봉의 고향인 밀양의 송산공동묘지에 안장되었다. 작품으로는 시 〈개구리 소래〉와 소설 〈철야〉, 일본어로 쓴 수필 〈가을 아침〉 등이 있다.

### 사후
사회주의 계열에서 활동했고 남편 김원봉도 월북, 북한에서 장관급 각료를 역임했기 때문에 평가받지 못하였다. 공적에 비해서는 뒤늦게 1995년 건국훈장 독립장이 추서되었다. 부산시 동래구현, 동래고등학교 맞은편에 생가가 복원되고 부산 금정구에 동상이 마련되어 있다.

## 저작
- 시 <개구리 소래>
- 소설 <철야>(徹夜)
- 수필 <가을 아침>(秋の朝)

## 상훈
- 1995년 건국공로훈장 독립장

## 가계
그녀의 일가 대부분이 독립운동에 투신했다.
- 아버지 : 박용한(朴容翰)
- 어머니 : 김맹련(金孟蓮)
  - 오빠 : 박문희(朴文熺, 1901년 ~ ?), 6·25전쟁 발발 직후 실종되었다.
  - 오빠 : 박문호(朴文昊, 1907년 ~ 1934년)
  - 언니 : 박수정(朴首貞)
  - 아우 : 박문하(朴文夏, 1918년 ~ 1975년)
- 남편 : 김원봉(金元鳳, 호는 약산(若山), 1898년 - 1958년 11월)
  - 자녀 없음
- 외당숙 : 김두봉(金枓奉, 1889년 - 1961년?, 독립운동가 겸 한글학자)
- 외재종숙 : 김약수(金若水, 본명은 김두전(金枓全), 독립운동가)
- 친척 : 박일형(朴日亨, 독립운동가, 사회주의자), 정확한 혈연관계는 알 수 없다.

## 기타
정화암에 의하면 김원봉의 본부인인 최씨는 병으로 세상을 떠났다.한다
- 박차정 - 임철애가 쓴 에스페란토 글을 발굴하다

## 같이 보기
- 일신 여학교
- 신간회
- 근우회
- 조선의용대
- 조선공산당재건설동맹
- 6.10 만세 운동
- 의열단
- 조선의용대
- 부녀복무단
- 김두봉
- 김원봉

## 참고자료
- 네이버 캐스트 : 오늘의 인물 - 박차정
- '대륙의 들꽃' 박차정 의사 - 뮤지컬로 환생:부산신문
- 이송희, 朴次貞 여사의 삶과 鬪爭, 《지역과 역사》제1호 (1996.6, 부경역사연구소)
- 《국제신문》 (2007.02.05) 시인 김규태의 인간기행 <54> 의사 수필가 박문하
- 5월의 독립운동가 박차정 선정 및 전시회
- 박태일. <광복열사 박차정의 삶과 문학>
- 박태일. <경남부산 지역문학 연구 1>. 청동거울. 2004년. ISBN 9788957490167